# Thủy điện Đồng Nai 5
Thủy điện Đồng Nai 5 là thủy điện xây dựng trên sông Đồng Nai, tại vùng đất xã Đắk Sin huyện Đăk R'Lấp tỉnh Đắk Nông, và xã Lộc Bắc huyện Bảo Lâm tỉnh Lâm Đồng, Việt Nam.
Thủy điện Đồng Nai 5 có công suất lắp máy 150 MW với 2 tổ máy, khởi công tháng 12/2012, hoàn thành tháng 12/2015 .

## Tác động môi trường dân sinh
Năm 2016 xảy ra vụ phá rừng tại vùng hồ của thủy điện thuộc xã Lộc Bắc huyện Bảo Lâm. Cuộc truy quét ở nơi giáp ranh giữa các tỉnh Lâm Đồng, Đắk Nông và Đồng Nai, đã bắt giữ 19 người .